# 叙州府
叙州府，明朝时设置的府。

叙州府在四川省的位置（1820年）

洪武六年（1373年）改叙州路置，治所在宜宾县（今四川省宜宾市）。辖境相当今四川省宜宾、自贡、隆昌、富顺、南溪、长宁、兴文、高县、珙县、筠连等市县地。清朝雍正五年（1727年），马湖府省入，辖境扩大至今沐川、马边、美姑、雷波、屏山等县。明、清均属四川省，1913年废。而叙府则成为今天宜宾市的代称。

## 沿革

### 明代[2]
領州一縣九。
- 宜賓縣。弘治四年八月建申王府（申懿王祐楷，明憲宗庶十四子，弘治四年封，建邸敍州府。十六年未就藩，薨。無子封除）。又西北有宣化縣，洪武中省，有宣化巡檢司。
- 南溪縣
- 慶符縣，洪武十年五月省入宜賓縣。十三年十一月復置。
- 富順縣。元富順州。洪武中，降為縣。
- 長寧縣。元長寧軍，屬馬湖路。泰定二年十月改為長寧州。洪武五年降為縣。
- 興文縣。元戎州，屬馬湖路。洪武四年降為縣，來屬。萬曆二年二月改曰興文。
- 隆昌縣。隆慶元年置縣，析榮昌、富順二縣及瀘州地屬之。
- 高州。元屬敍南宣撫司。洪武五年降為高縣，屬府。正德十三年四月復為州。領縣二。
  - 筠連縣。元筠連州，治騰川縣，屬永寧路，尋廢縣存州。洪武四年降州為縣，屬敍州府。六年十二月改屬綿州， 尋仍屬敍州府。十年五月省入高縣。十三年十一月復置，仍屬敍州府。正德十三年四月來屬。
  - 珙縣。元下羅計長官司，屬敍南宣撫司。明玉珍改為珙州。洪武四年降為縣。十年五月省入高縣。十三年十一月復置，屬府。正德十三年四月來屬。

### 清代[3]
敘州府：隸永寧道。順治初，因明制，領縣十。旋改高州為高縣。雍正六年，改貴州永寧縣來屬，又裁馬湖府，以所轄屏山縣來隸。八年，復以永寧往屬敘永廳。乾隆二十六年，置雷波廳。二十九年，置馬邊廳。領廳二，縣十一，土司四。
- 宜賓縣
- 慶符縣
- 富順縣
- 南溪縣
- 長寧縣
- 高縣
- 筠連縣
- 珙縣
- 興文縣
- 隆昌縣
- 屏山縣
- 馬邊廳。本屏山地，初為馬邊營，乾隆二十九年改廳。
- 雷波廳。本屏山地，名雷波鄉。康熙初置長官司。雍正六年改雷波衞。乾隆二十六年升廳。
- 蠻夷長官司隸屏山。
- 沐川長官司隸屏山。
- 泥溪長官司隸屏山。
- 平夷長官司隸屏山。

## 延伸阅读
[在维基数据编辑]
 《欽定古今圖書集成·方輿彙編·職方典·敘州府部》，出自陈梦雷《古今圖書集成》